# Bách thanh lưng đỏ

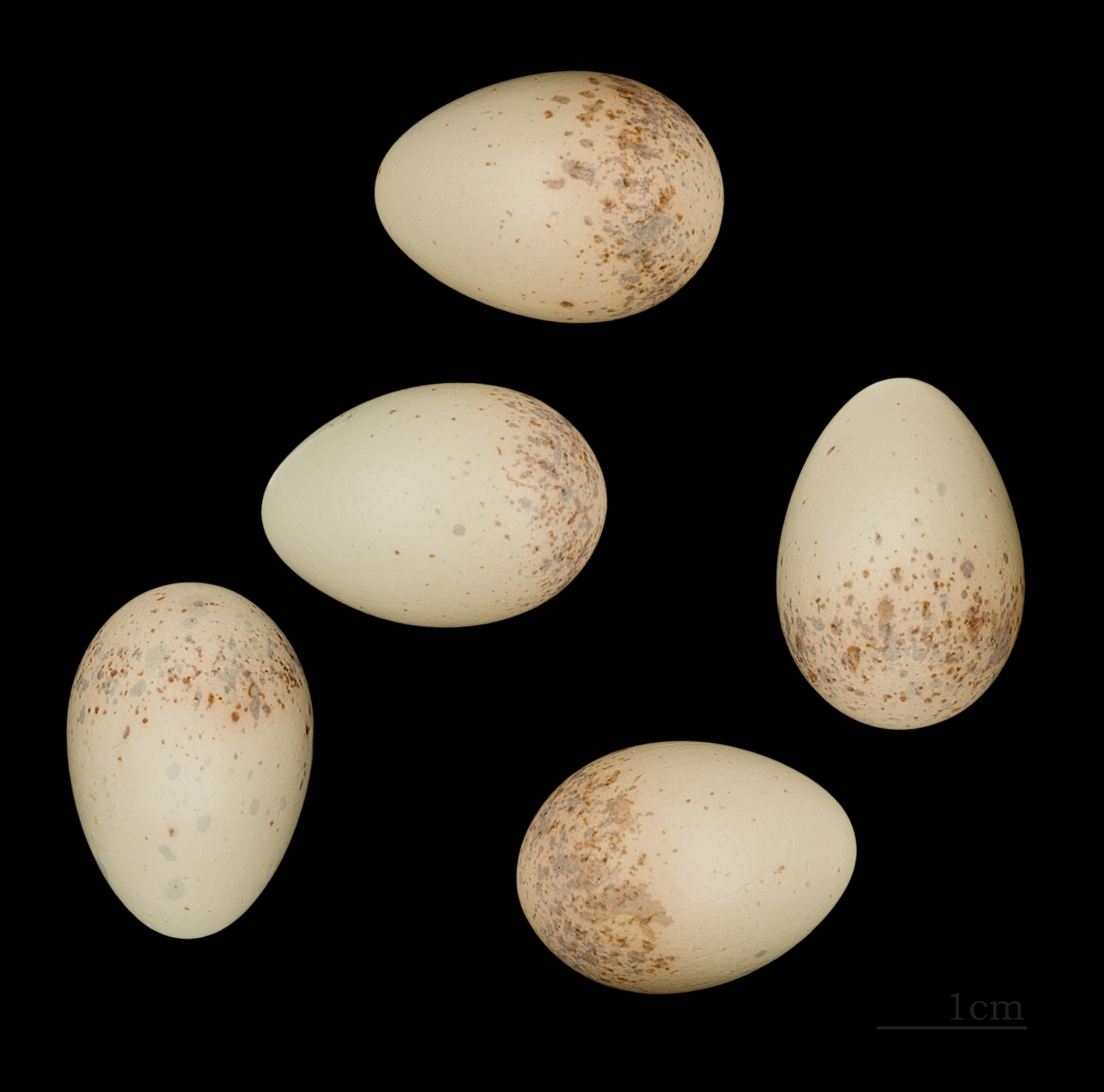
Lanius collurio

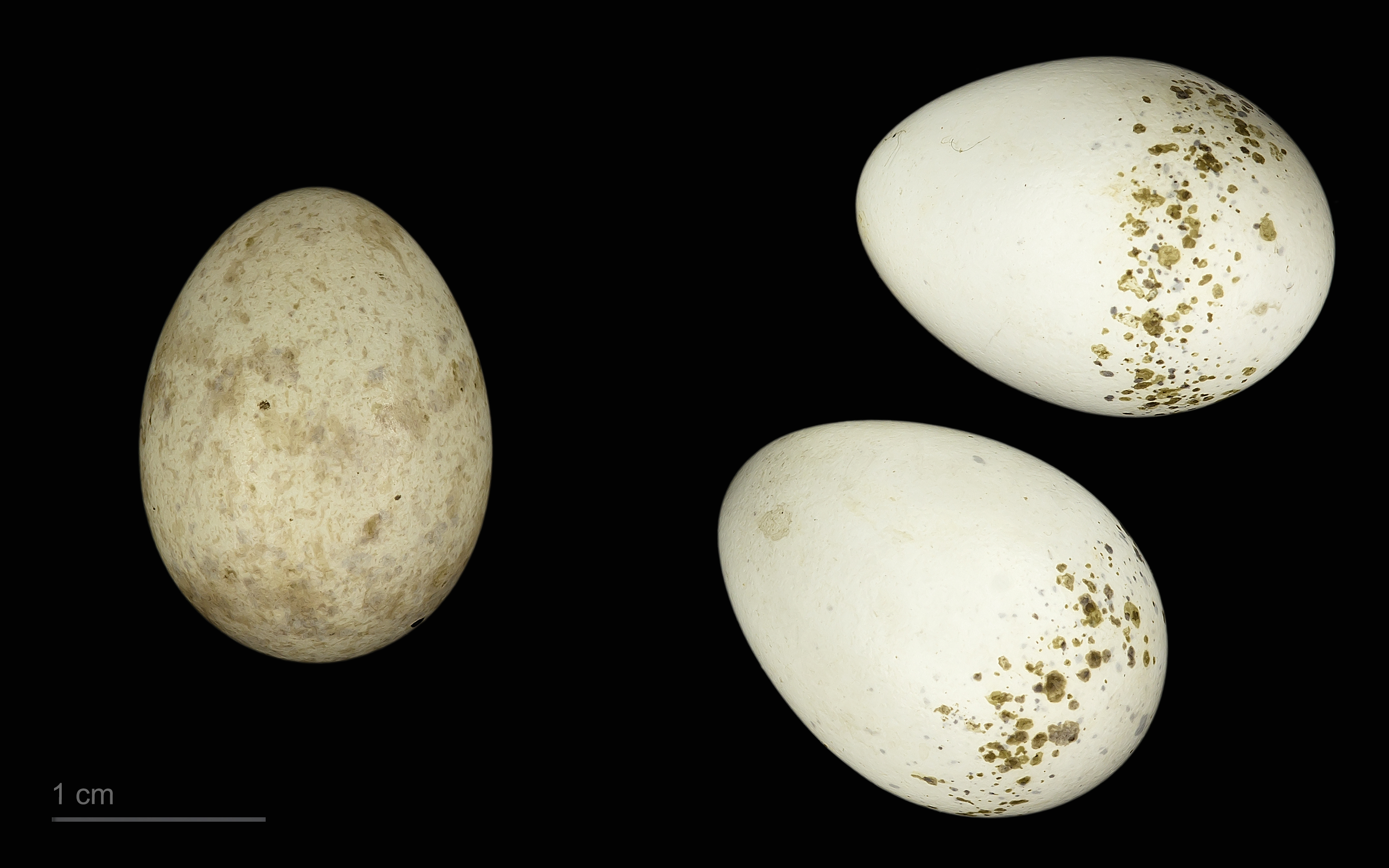
Cuculus canorus canorus + Lanius collurio

Bách thanh lưng đỏ (danh pháp hai phần: Lanius collurio) là một loài chim thuộc Họ Bách thanh (Laniidae).

## Mô tả
Bách thanh lưng đỏ sinh sản ở hầu hết châu Âu và Tây Á và mùa đông ở châu Phi nhiệt đới. Loài chim di cư này dài 16–18 cm, ăn côn trùng, chim nhỏ, ếch, động vật gặm nhấm và thằn lằn. Giống như chim bách thanh khác, loài bách thanh này thường đậu trên cành cây trồi ra, và xiên xác chết trên gai hoặc dây thép gai làm một "tủ đựng thịt". Điều này thực tế đã khiến nó giành được biệt danh "chim đồ tể".